# Renaud VI de Pons

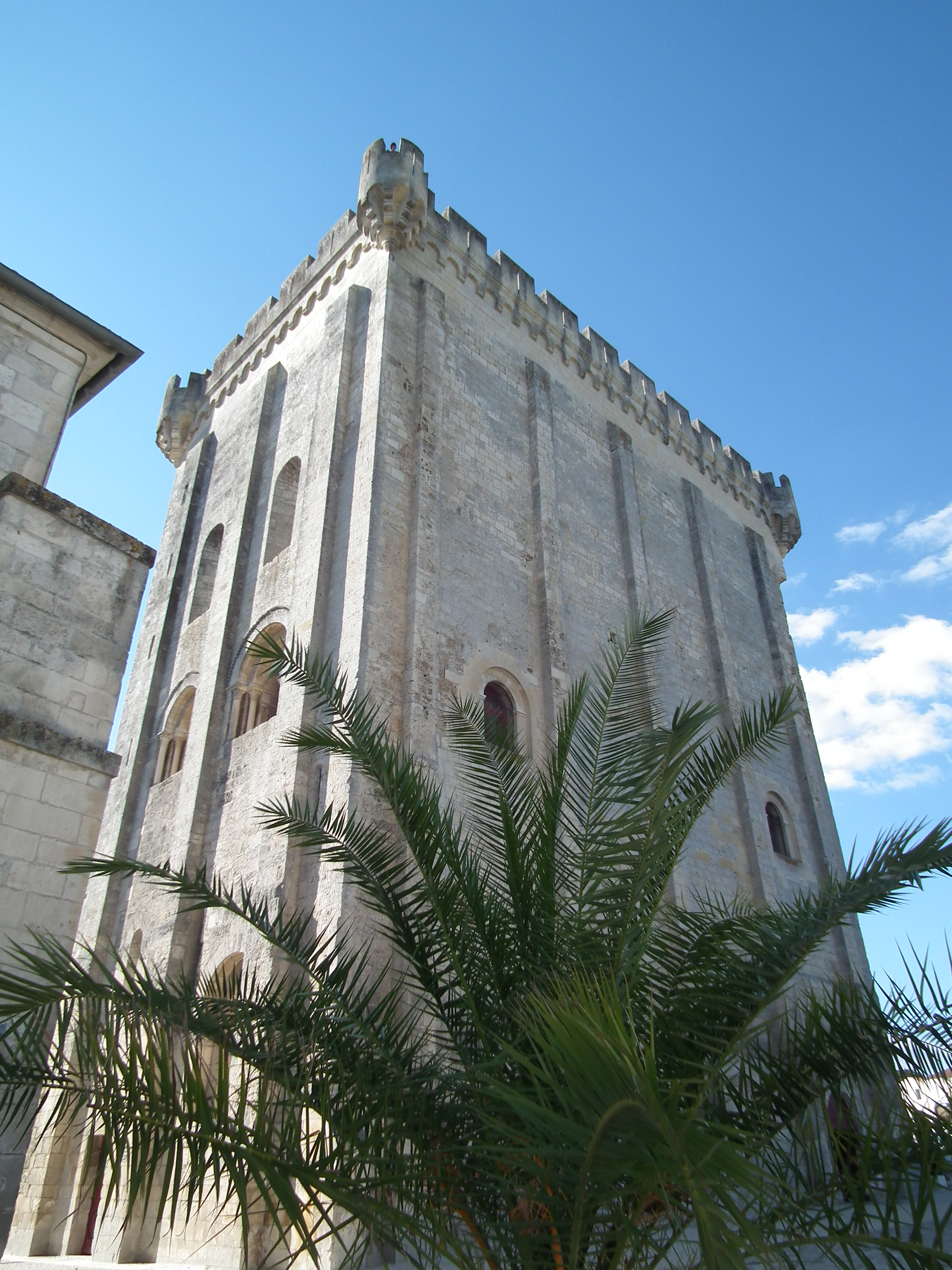
Donjon de Pons (1187)

Renaud VI, sire de Pons (1343-1426), fils de Renaud V de Pons et de la fille de Guillaume de Flotte de Ravel, seigneur de Ravel, fut un important seigneur féodal du XIVe siècle.

## Biographie
Durant son enfance son tuteur est Guillaume de Montlieu.

### Possessions
Renaud VI de Pons est vicomte de Carlat (qu'il vend en 1392) et en partie de Turenne, comte de Blaye, seigneur de Ribérac, de Montfort, d’Aillac, de Carlux, de Plassac, de Royan, des îles de Marennes, d'Oléron, de Saint-Mégrin, de Viroul (Virouil), de Château-Renaud, conservateur des trêves de Guyenne, chevalier banneret, titré « cousin du roi ». Il fut un des guerriers diplomates les plus célèbres du XIVe siècle.

### Carrière
Lieutenant du roi en Poitou, Saintonge et Angoumois, il cumule les titres obtenus par les alliances de ses pères aux familles seigneuriales. Vivant en pleine guerre de Cent Ans, il s'allie aux Anglais par intérêt, quitte et reprend quatre fois le parti anglais en 1369 et 1370. 
En 1371, il revient définitivement au roi de France et se distingue durant les campagnes de Poitou, de Saintonge et du Périgord, en combattant au côté du connétable Bertrand du Guesclin. 

Il assiège Soubise en août 1372, puis Pons à la fin septembre de la même année où la ville se rend aux armées du roi de France. Charles V concède alors qu’il lui doit la Guyenne et, plus tard, Charles VI le surnomme : « le père protecteur et conservateur des deux Aquitaines ». 

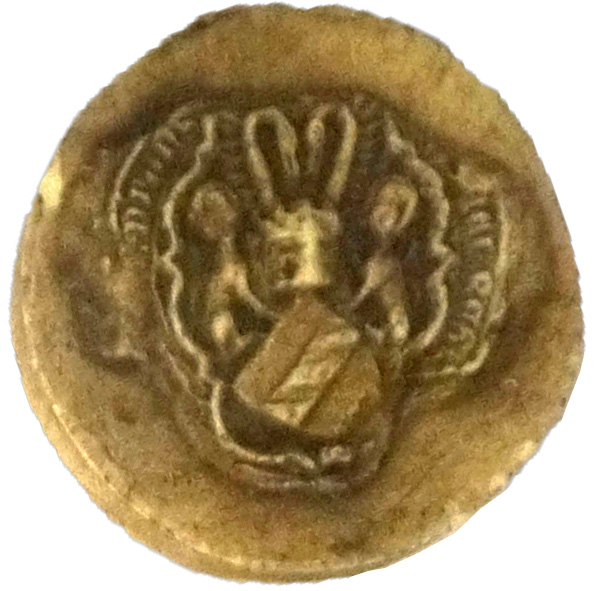
Sceau de Renaud de Pons, Quittance de 200 francs or, musée archéologique de Pons.

Par la suite, Renaud VI  est nommé lieutenant de l'amiral de France en 1381.

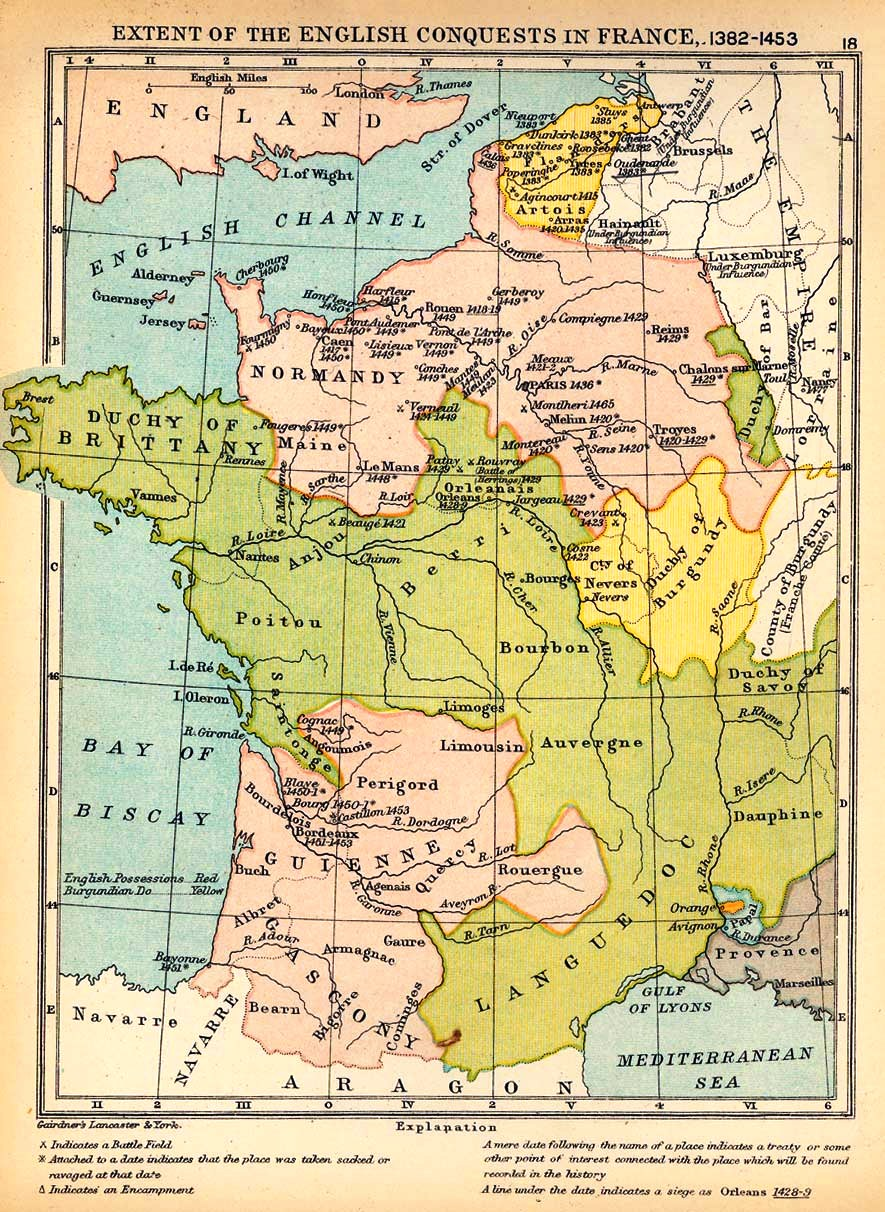
Les conquêtes anglaises en France (1382-1453). D'après C. Colbeck «The public schools historical atlas », 1905. University of Texas at Austin.

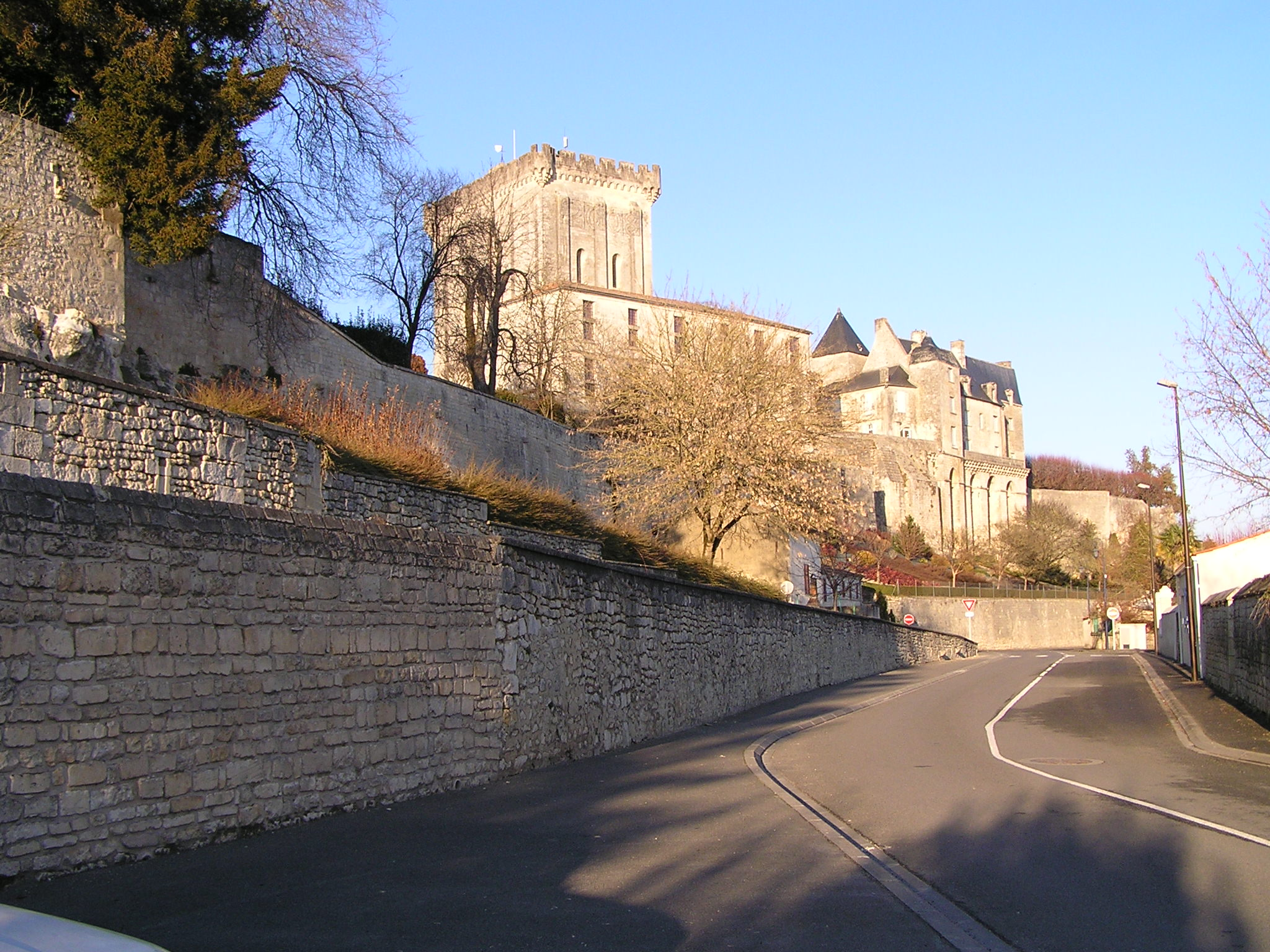
les fortifications de Pons.

Renaud VI  fut conservateur des trêves de Guyenne pour la première fois en 1384 et le demeura pendant trente ans. La grandeur des sires de Pons est alors à son apogée.
De lui provient cet adage fort connu en Saintonge :
Si roi de France ne puis être,
Sire de Pons voudrais être.
Il participe aux sièges de Mortagne, de Blaye et de Bourg, en 1406 et 1407. De 1408 à 1415, il participe à des négociations avec les Anglais. Des missions particulières lui sont confiées mais il cesse cette activité en 1417 et meurt en 1427.

### Famille
Il se marie plusieurs fois :
Le 8 novembre 1364 ou 1365 avec Marguerite de Périgord, fille de Roger-Bernard de Périgord et d'Éléonore de Vendôme, avec qui il a un fils :
- Renaud tué à l'âge d'environ 25 ans le 28 septembre 1396 à la bataille de Nicopolis en Bulgarie.

Le 17 janvier 1411 avec Marguerite de La Trémoïlle, fille de Gui, comte de Guînes, et de Marie de Sully, avec qui il a :
- Jacques Ier de Pons (1413-1473)

En 1416 avec Catherine de Montbron, avec qui il a une fille :
- Marie de Pons, qui épousa Jean Gaudin, chevalier, seigneur de Martigné-Ferchaut, d'Assé et de Lavardin